# Halberstadt CL.IV
Halberstadt CL.IV là một loại máy bay cường kích của Đức trong Chiến tranh thế giới I.

## Quốc gia sử dụng
Estonia
- Không quân Estonia[1]

 German Empire
- Luftstreitkräfte

## Tính năng kỹ chiến thuật
Đặc điểm tổng quát
- Kíp lái: 2
- Chiều dài: 6,54 m (21 ft 5,5 in)
- Sải cánh: 10,74 m (35 ft 2,75 in)
- Chiều cao: 2,67 m (8 ft 9 in)
- Diện tích cánh: 28,96 m² (311,7 ft²)
- Trọng lượng rỗng: 728 kg (1.605 lb)
- Trọng lượng có tải: 1.068 kg (2.354 lb)
- Động cơ: 1 × Mercedes D.III, 120 kW (160 hp)

 Hiệu suất bay 
- Vận tốc cực đại: 186 km/h (104 mph)
- Thời gian bay: 3,25 h

Trang bị vũ khí

- 1 × súng máy LMG 08/15 "Spandau" 7,92 mm (.312 in)
- 1 × súng máy Parabellum MG14 7,92 mm (.312 in)
- Lựu đạn
- 5 × quả bom 10 kg (20 lb)